# Deseti brat (opera)
Deseti brat je slovenska opera v treh dejanjih (petih slikah) skladatelja Mirka Poliča. Libreto sta po istoimenskem romanu Josipa Jurčiča in po ljudskem izročilu spisala skladatelj in Mirko Mahnič. Krstna predstava je bila na odru ljubljanske Opere 25. februarja 1951. Glasbeno vodstvo je bilo sprva zaupano skladatelju, a sta ga zaradi poslabšanega zdravja zamenjala dirigenta Samo Hubad na premieri in na naslednjih predstavah tudi Rado Simoniti, režiser je bil Hinko Leskovšek. Občinstvu je opera ugajala, saj je bilo vseh ponovitev enaintrideset.
Skladatelj je iz obširne snovi prvega slovenskega romana izluščil le bistveno dogajanja ter skrčil tudi število oseb do tiste mere, da mu je bilo mogoče misliti na ustvaritev ansamblov in zaključnih finalov. Vodilo opernega dogajanja je spor med Lovrom Kvasom in graščakovim sinom Marjanom na eni strani ter Martinkom in Marjanom na drugi strani. Skozi okvir dramskega trikotnika, ki ga tvorita ob Manici oba tekmeca Kvas in Marjan, se prepleta zgodba Desetega brata, njegov obračun z graščakom Benjaminom zaradi zločina nad Martinkovo materjo, Martinkov spor z gosposko, njegova oporoka in smrt. Konflikt, ki je pri Jurčiču zasnovan na problemu Marjanovega ljubosumja zaradi Maničine ljubeznil do Kvasa, je Polič poglobil in zaostril s tem, da je dejanje premaknil v čas revolucionarnega leta 1848, ko navzoči deklamirajo Prešernovo Zdravljico.

## Osebe
- Benjamin, graščak na Slemenicah - bas
- Manica, njegova hči - sopran
- Balček, njegov sin - mezzosopran
- Dolef, njegov brat - tenor
- Marjan, graščak na Polesku - bariton
- Lovro Kvas, učitelj - tenor
- Martin Spak, Deseti brat - bariton
- Krjavelj, vaški posebež - bas
- Mežon, sodnik - tenor
- Dr. Vencelj, zdravnik  - bas
- Dražarjev Francelj, kmetič - tenor
- Francka
- pastirček
- kmetje, kmetice, lovci, gostje.

## Vsebina
Godi se na Slemenicah in bližnji okolici v letih 1847 in 1848.

### Prvo dejanje
Graščak Benjamin in njegova hčerka Manica se pogovarjata. Manica je dobro, nežno čuteče in odkritosrčno dekle, ki v srcu prav nič ne odobrava očetovega mišljenja o ljudeh, ki se zanj mučijo in pehajo. Graščak se obotavlja odložiti dolg poštenemu in delavnemu Dražarjevemu fantu in mu privoliti v poroko s Francko, ki služi pri njem. Tudi Dražarijo hoče graščak dobiti v svojo posest. Toda za Dražarjevega se zavzame Martinek Spak - Deseti brat, ki ima z graščakom še neporavnane račune. Pove mu, da ima pri sebi dokument, ki razkriva skrivnostno dogajanje na Polesku. Zaradi tega je Spak v sporu tudi z Marjanom, ki prezira berače. Graščak skuša vso težo obtožbe ublažiti z lepimi besedami. Toda Martinku laž ne gre do srca, saj zahteva pravico zase ter plačilo za svojo nesrečno, mrtvo mater. Dokaz - dokument drži v rokah.
Stric Dolef se zelo razveseli prihoda novega »šolmaštra« Kvasa. Pozdravita ga tudi Krjavelj in Martinek Spak. Slednji si želi z učiteljem imeti prijateljski odnos. 
Prišlek se seznani tudi z Manico, Balčkom ter Marjanom. V Marjanovem srcu se že poraja ljubosumje, saj opazi Manico, kako občudujoče gleda za Lovrom.
Nazadnje se učitelj sreča še z graščakom. Srečanje pa prekinejo kmetje, ki se po napornem delu vračajo domov z veselo pesmijo.

### Drugo dejanje

#### Prva slika
Ohcet v Dražarjevi bajti.
Zbralo se je staro in mlado, skupaj pridejo možakarji in brhka dekleta, tam pojo, plešejo, pogovor teče o raznih novicah. Dogajanje prekine Krjavelj s humorno pripovedjo o hudiču. Sledi stara kmečka ohcet v ritmu polke in potrkanega plesa. Na ohcet je prišel tudi Kvas z novico, da je na Dunaju revolucija in se v
Ljubljani ustanavlja meščanska garda. Tradicionalni gost vseh pivskih svečanosti, stric Dolef, si ne more kaj, da ne bi ob tej novici dal duška svojemu navdušenju s klicanjem in vzpodbujanjem svoje okolice. Marjan, ki je tudi prišel na gostijo, ostro nasprotuje tem novim idejam. Med njim in Kvasom se vname prepir, ki bi se razvil do pretepa, če ne bi Krjavelj pomotoma dal godcem znaka za ples, s katerim se dejanje konča.

#### Druga slika
Na gozdni jasi blizu Slemeniškega gradu.
Balček in Manica nabirata cvetice in pojeta. Manico v prijetnem sanjarjenju prekine Kvas, ki ji razodene zgodbo o prepiru z Marjanom. Ko se pomirita, si izpovesta čustva, ki jih gojita drug do drugega. Prekine pa ju Marjan, ki je Kvasa zasledoval že od Dražarjeve ohceti. V divji jezi naprti Manici najhujše očitke ter se niti pred Kvasom ne sramuje razkritii svojo prostaško naturo. Lovro žalitvam ostro nasprotuje ter povabi Marjana na moški razgovor med štirimi očmi. Nadvse mučno situacijo pa reši Balček, ki priteče k Manici, da bi ga odpeljala domov. Manica odide z Balčkom in tudi Kvas jima sledi. 
Marjana pa pri odhodu prestreže Martinek Spak, ki je že nekaj časa skrivaj prisluškoval razgovoru. Med obema se razvname prepir, v katerem Spak še bolj razkači
Marjana z zagotovilom, da ne bo nikoli dobil Manice, pa naj se trudi kolikor hoče. Marjan ga ozmerja z »beraškim malharjem« in odide. Grozeče se napoti Martin za njim.

### Tretje dejanje

#### Prva slika
Velika sobana na gradu Slemenice, god graščaka Benjamina.
Zbrana je pisana družba trških veljakov - zdravnik Vencelj z družino, sodnik Mežon, učitelj, župnik, štacunar, apotekar. Po napitnici se zbrani veselo zavrtijo, dr. Vencelj pa pri klavirju improvizira nekaj narodnih melodij. Med gosti pa hodi Manica, ki mora, še vsa preplašena od prejšnjih dogodkov, skrbeti za vesele obraze okrog sebe. Na godovanje je prišel tudi Marjan, ki pa se skuša odtegniti vsaki veseli družbi. Vsega zlovoljnega odkrije Manica in mu izpove svojo ljubezen do Kvasa. Čeprav sta z Marjanom prijatelja od mladih nog, on tega noče razumeti in ostane zakrknjen. Njegove besede, da mora Kvas čim prej stran, Manico prizadanejo, zato odide. Medtem se je mladina odločila za contredanse, med katerim se Mežon pritožuje graščaku zaradi Kvasovih škodljivih in svobodomiselnih idej. Mežon je namreč oster nasprotnik vseh svobodomislecev. Contredanse se konča, v dvorano pripeljejo Balčka, ki napove deklamacijo novo natisnjene Prešernove pesmi »Zdravljica«. Vsa družba pozorno sledi smelim mislim nove mojstrovine ter prekinja deklamacijo z glasnim pritrjevanjem. Edino Mežon se ves ogorčen poda h graščaku, da mu namigne o pravilnosti svojega mišljenja o Kvasu. Njegovo razburjenje seže celo tako daleč, da prekine deklamacijo in ožigosa pesem za škodljivi panslavizem, ilirizem, skratka, za revolucijo. V družbi se hiitro ustvarita dva tabora. Razburjenje se poleže šele, ko Kvas pojasni, da je pesem izšla s privoljenjem cesarske cenzure v »Novicah«. Ker so objokanega Balčka morali odvesti, nadaljuje deklamacijo Kvas sam, ki ustvari med vso družbo navdušeno pritrjevanje in odobravanje pesmi. Toda spet se dobro razpoloženje podre z Marjanovim vpadom. Marjan hoče Kvasa do kraja oblatitii kot navadnega hujskača, ki v zvezi z Martinkom Spakom hoče delati zdraho med višjo družbo. Razburjenje se pa kmalu poleže, ko se na višku konflikta pojavi pri vratih Krjavelj. Zaduhal je dobro pijačo in jedačo ter jadrno prisopihal družbi povedat o »čudnih zvereh« v bližnji hosti. Njegova pripoved o teh »divjih teletih« razvedri vso družbo. Kmalu so lovci z Marjanom in s Kvasom vred zbrani okrog graščaka. Z njihovo lovsko pesmijo se slika zaključi.

#### Druga slika
Gozdna jasa vrh skal. Noč.
Luna osvetljuje okolico, po kateri se še tu in tam razlegajo klici lovcev in gonjačev, naposled pa vse utihne. Med drevjem stoji Martin in se pogovarja s svojim Bogom. Prosi ga, naj ga zaradi pregreh ne zavrže. Njegovo razmišljanje prekine Kvasov in Marjanov prihod. Oba izmenjata ostre besede zaradi Manice. Marjan gre v svoji ljubosumnosti celo tako daleč, da na Kvasa nameri puško. Toda trde pesti kmečkega učitelja se polaste nasprotnikove puške, ki v velikem loku zleti daleč stran. Kvas odide. Marjan, osramočen zaradi Kvasovega odločnega nastopa, zgrabi puško, ki jo je Kvas v naglici pozabil, in nameri nanj. Toda Deseti brat mu prepreči podlo namero. V skrajnem besu udari Marjan Martina po kolenih, toda ta vstane, ter se zakadi proti Marjanu. Medtem ko mu hoče iztrgati puško, pa poči strel in Martinek se ob Marjanu težko ranjen zgrudi na tla. Z veliko težavo se Deseti brat odvleče s strašnega kraja. Medtem se od daleč sliši hripavo petje pijanega Dolefa, ki se po tej poti vrača iz Obrščakove gostilne na grad. Pri tem naleti na napol mrtvega Marjana, začne na ves glas klicati na pomoč ter skoraj
trezen zdirja na Slemenice poročat o dogodku. Kmalu se zbere nekaj ljudi z gradu in kmetov iz okolice, ki najdejo Marjana hudo ranjenega. Z graščine priteče tudi graščak v družbi Venclja in Mežona, ki prične takoj preiskovati okolico. Najde Kvasovo puško in začne sklepati, da morilec ne more biti nihče drugi ko Kvas. Njegovo sumničenje še bolj potrdi Kvasova vrnitev. Lovro se je bil namreč spomnil, da je pozabil puško. Toda zelo je presenečen, ko naleti na jasi na celo gručo ljudi, katerih oči so uprte vanj. V tem trenutku pa že pristopi sodnik Mežon, ki aretira Kvasa zaradi suma zločina nad Marjanom. Manica, ki je vse
to slišala, ostro zavrne Mežonovo obtožbo, toda graščak jo s trdimi besedami prekine, izrazujoč obžalovanje, da je do tragedije prišlo. Kvas vse obtožbe zanika. 
Prihod ranjenega Martina Spaka dejanje spremeni. Z veliko težavo se Deseti brat s Krjavljevo pomočjo privleče do graščaka, kjer razodene ljudem svojo žalostno zgodbo in razkrije vso skrivnost svoje osebe. Graščak je namreč njegov polbrat, Lovro Kvas pa njegov nečak. Istočasno mu izroči zavezane listine, ki pričajo o resnici njegove izpovedi. Z močmi je popolnoma pri kraju. Zadnjič se obrne h graščaku, sklene Manici in Lovru roke in umre. Martinovo truplo odneso, ljudje se počasi razhajajo. V gozdu se dani, prvi žarki posijejo skozi veje, in v njihovi svetlobi objeta stojita Lovro in Manica pred novim življenjem. 